# کشیم آلائوترا
کشیم آلائوترا(نام علمی: Tachybaptus rufolavatus) نام یک گونه منقرض‌شده از تیره کشیم است.